# Lobesia matici
Lobesia matici is een vlinder uit de familie bladrollers (Tortricidae). De wetenschappelijke naam is voor het eerst geldig gepubliceerd in 1974 door Stanoiu.
De soort komt voor in Europa.